# Sage Rosenfels
Sage Rosenfels (* 6. März 1978 in Maquoketa, Iowa) ist ein ehemaliger US-amerikanischer American-Football-Spieler auf der Position des Quarterbacks. Er spielte bei einigen Vereinen in der National Football League (NFL), allerdings meist nur als Backup. Zuletzt spielte er bei den Minnesota Vikings, wo er vor der Saison 2012 entlassen wurde und vom Profisport zurücktrat.

## Karriere

### College-Karriere
Der Höhepunkt in Rosenfels College-Karriere war der Sieg des Insight.com Bowls 2000. Er wurde sowohl für den Bowl als auch teamintern als Offensive MVP ausgezeichnet.

### NFL-Karriere
Sage Rosenfels kam 2001 in den NFL Draft. Er wurde in der vierten Runde als insgesamt 109. Spieler von den Washington Redskins ausgewählt. Als lediglich dritter Quarterback kam er in dieser Saison zu keinem Einsatz.
Kurz vor der Saison 2002 wurde er zu den Miami Dolphins für einen Siebtrunden-Draft-Pick getauscht. In Miami setzte er sich durch und gehörte von da an zum erweiterten Stammpersonal. Ein denkwürdiges Spiel lieferte er 2005, als er gegen die Buffalo Bills beim Stand von 3:23 ins Spiel kam und das Spiel auf 24:23 drehen konnte. Dennoch verlängerten die Dolphins den Vertrag mit Sage Rosenfels nicht.
Im März 2006 verpflichteten die Houston Texans Sage Rosenfels. Er übernahm die Rolle des zweiten Quarterbacks. Im Spiel gegen die Tennessee Titans gelang es ihm beinahe erneut, einen großen Rückstand aufzuholen. Nachdem die Texans bereits 3:21 zurücklagen, kam Rosenfels ins Spiel. Mit drei geworfenen Touchdowns führte er sein Team auf 22:28 heran, ehe das Spiel mit einem Sieg für die Titans endete. Im Frühjahr 2007 prognostizierte ihm die Zeitung Sporting News den Durchbruch in der Saison 2007. Entgegen diesen Prognosen teilte er sich mit Matt Schaub den Stammplatz, hatte mit vier Siegen in fünf Spielen allerdings die bessere Statistik.
Das Eröffnungsspiel der Saison 2008 gegen die Indianapolis Colts ging als Tiefpunkt in Rosenfels Karriere ein. Die Texans führten im letzten Viertel bereits mit 27:17, als er die Colts mit zwei Fumbles und einer Interception auf die Siegerstraße zurückführte. Indianapolis konnte das Spiel mit 31:27 gewinnen und Sage Rosenfels fiel aufgrund einer in diesem Spiel zugezogenen Verletzung für die folgenden Spiele aus. Insgesamt gelangen ihm in drei Spielzeiten bei den Houston Texans als Starting-Quarterback sechs Siege bei vier Niederlagen.
Die Minnesota Vikings verkündeten im Februar 2009 die Verpflichtung von Rosenfels. Im Gegenzug bekamen die Texans einen Viertrunden-Draft-Pick. Nach der Verpflichtung von Brett Favre war er allerdings nur noch dritter Quarterback hinter Backup Tarvaris Jackson.
Anfang September wechselte er zusammen mit Darius Reynaud zu den New York Giants, wo er allerdings krankheitsbedingt keine Chance bekam. 2011 wechselte er wieder zu den Miami Dolphins, die ihn aber noch während der Saison entließen. Ebenfalls während dieser Saison verpflichteten die Minnesota Vikings den Quarterback, wo er aber vor der Saison 2012 der Kaderkürzung zum Opfer fiel. Danach trat Rosenfels vom Profisport zurück.